# Ostfriesengrab
Ostfriesengrab ist ein deutscher Fernsehkrimi von Stefan A. Lukacs aus dem Jahr 2020, der auf dem gleichnamigen Roman des Schriftstellers Klaus-Peter Wolf basiert und die vierte Verfilmung der ZDF-Reihe Ostfrieslandkrimis ist. Die deutsche Erstausstrahlung erfolgte am 15. Februar 2020 im ZDF.

## Handlung
Kriminalhauptkommissarin Ann Kathrin Klaasen ermittelt im Mordfall einer jungen Frau, die Opfer eines Gewaltverbrechens wurde. Sie wurde, kunstvoll wie ein Engel schwebend an Seilen aufgeknüpft, tot in einem Baum aufgefunden, was für einen Täter spricht, der seine Tat offen zeigen möchte. Hauptverdächtiger ist der vorbestrafte Dieter Meuling, der sich als geläutert gibt, seit er für sich die Kunst der Malerei entdeckt hat. Dennoch wurden Hautpartikel des Beschuldigten unter den Fingernägeln des Opfers gefunden. Als ihm klar wird, wie massiv er in der Klemme sitzt, versucht er die Kommissarin auf seine Seite zu ziehen, indem er andeutet, er würde wissen, wer der Mörder ihres Vaters wäre. Das macht sie derart neugierig, dass sie sich dazu hinreißen lässt, Meuling persönlich und allein zum Haftrichter zu fahren. Im Resultat flieht Meuling und Klaasen wird wegen ihres Alleingangs vom Dienst suspendiert.
Nur kurze Zeit später wird eine weitere Leiche aufgefunden: eine junge Frau wurde bis zum Hals im Sand vergraben. Als Klaasen von dem neuen Fall erfährt, will sie nicht tatenlos zusehen, fährt zu Meulings, mittlerweile verlassenen, Hof und sieht sich dessen Bilder an. Sie hat die Idee, die Werke dem kunstverständigen Fotografen Heiner Zimmermann zu zeigen, den sie vor kurzem kennengelernt hat und der ein alter Bekannter ihres Kollegen Weller ist. Sie hofft, er kann darin erkennen, ob Meuling möglicherweise seine Taten vorab in Bildern verarbeitet. Zimmermann bestätigt ihr, dass die Bilder etwas Abgründiges hätten und vom Sterben handeln würden. Sie würden den Moment des Todes einfangen, in all seiner Schönheit. Vermutlich fühle sich der Künstler unverstanden und suche den Kontakt zum Publikum.
Klaasens Kollegen sind derweil dem flüchtigen Meuling auf der Spur. Als es zur Konfrontation kommt, wird er von Weller in Notwehr erschossen. Obwohl man den Fall nun für abgeschlossen hält, wird erneut eine neue Leiche gefunden: ein junger Mann wurde im Watt an einen Holzpfahl gefesselt und ist in der Flut ertrunken. Die Ermittler stehen vor einem Rätsel, doch schon wird Klaasen, deren Suspendierung zurückgenommen wurde, der Zusammenhang klar: die Elemente. Dies bedeutet jedoch, dass es noch ein viertes Opfer geben könnte, denn Luft, Erde und Wasser wurden bedient, aber Feuer fehlt noch. Diese Spur führt zu dem Video-Künstler Freimut Diebold, der gerade in Ostfriesland eine Ausstellung eröffnet, die sich dem Thema der vier Elemente widmet. Klaasen ist etwas verstört, als sie Diebolds „Kunstwerk“ betrachtet. Er hat Videos seiner Tochter (als Säugling) mit den vier Elementen unterlegt. Er will damit Das Wunder der Geburt – vor der zerstörerischen Kraft der Elemente künstlerisch darstellen. Jetzt bemerkt er, dass seine, mittlerweile erwachsene, Tochter verschwunden ist, und Klaasen eilt, um sie zu finden, ehe der Täter, von dem sie sicher ist, dass dies der Fotograf Zimmermann ist, sie bei lebendigem Leibe verbrennt. Sie sucht in seinem Haus nach Hinweisen auf das letzte Versteck. Während sich Zimmermann in die Livepräsentation von Diebold einhackt und nun seine Todesvideos präsentiert, spürt Klaasen Zimmermann auf, kann ihn mit Wellers Hilfe überwältigen und Diebolds Tochter retten.
Zimmermann wollte Diebold und der Welt zeigen, dass er bisher unverstanden war und seine Werke die wahre Kunst zeigen würden. Zugleich wollte er sich an Diebold rächen, weil der ihm seine Idee zu dem Zyklus der Elemente gestohlen hatte.

## Hintergrund
Die Dreharbeiten für Ostfriesengrab erstreckten sich vom 22. Mai 2019 bis zum 24. Juni 2019 und fanden an ostfriesischen Schauplätzen in Norden, Norddeich, Aurich und Umgebung statt. Es ist die erste Folge mit Schauspielerin Julia Jentsch als Kriminalhauptkommissarin Ann Kathrin Klaasen, die damit Christiane Paul in dieser Rolle ablöst.

## Rezeption

### Kritik
Tilmann P. Gangloff schrieb für Tittelbach.tv: „Ein Mehrfachmörder treibt sein Unwesen.“ „Krimifans werden ohnehin keine große Freude an dem Film haben, weil die Besetzung schon gleich zu Beginn einen potenziellen Hauptverdächtigen präsentiert. Das Motiv des Mörders ist zwar halbwegs interessant, aber das rettet den Film ebenso wenig wie die Mitwirkung Udo Samels in einer Gastrolle als Videokünstler, dessen angeblich aufsehenerregende Installation kaum jemanden beeindrucken wird. Samstagabendformat haben nur der Vorspann und die Musik von Florian Tessloff, nicht jedoch der von Barnaby Metschurat am Rande der Karikatur verkörperte Kollege, dessen soziale Inkompatibilität hier nicht mehr zynisch, sondern bloß noch lächerlich wirkt. Ebenfalls kaum zu glauben, dass TV-Kommissare immer noch von ‚Pathologie‘ sprechen, wenn sie die Rechtsmedizin meinen; das ist bestimmt nicht auf dem Mist eines erfahrenen Krimiautors wie Osburg gewachsen.“ „‚Ostfriesengrab‘ ist mit Abstand die schwächste der 4 Wolf-Adaptionen.“
Für prisma.de wertete Julian Weinberger: „An die [für Kommissarin Klaasen nötige] Intensität […] reicht Julia Jentsch nicht heran. Freilich wäre es vermessen, die Charakterzeichnung einer Serienfigur mit der eines 90-Minüters gleichzusetzen. Doch das Drehbuch von Nils-Morten Osburg lässt der Hauptfigur schlicht zu wenig Raum zur Entfaltung. Stattdessen reiht sich Leiche an Leiche, ein Verdächtiger wird zunächst gefasst, dann freigelassen, um letzten Endes doch im Kugelhagel zu sterben. In Serienlänge mag diese Anhäufung von Ereignissen zünden, in der Kürze der Zeit aber wirkt ‚Ostfriesengrab‘ überladen und scheitert an den eigenen Ambitionen – auch weil die große Wende zur Mitte des Films erfahrene Krimi-Zuschauer wohl kaum überraschen dürfte.“
Bei quotenmeter.de wertete Christian Lukas: „Hat eigentlich niemand bemerkt, was für ein Frauenbild dieser Film transportiert? Das erste Opfer, das bewusst die Nähe zu einem harten Jungen sucht: eine solche Frau, die der Kunst zugewandt ist, kann sich ja keinen normalen Jung von der Küste suchen... Da ist Ann Kathrin, die Frau, die rasend vor Emotionalität alle Professionalität fahren lässt - wissen wir doch, die Frau ist nun einmal grundsätzlich ein emotionales Wesen, das zu professioneller Ermittlerarbeit gar nicht fähig ist... Und die Anwältin, eine intelligente Frau, die doch nur den harten Mann sucht, an den sie sich kuscheln kann: Allein für diese Figurenzeichnungen möchte man dem ZDF den Film links und recht um die Ohren hauen. Wenn dann quasi die gesamte erste Stunde Spielzeit den Fokus auf eine Geschichte richtet, die für den tatsächlichen Fall überhaupt keine Relevanz hat, dann stellt dies keinen gewollten Bruch mit erwarteten Sehgewohnheiten dar, dem durchaus ein Reiz inne liegen könnte. Nein, vielmehr wird Ann Kathrins Emotions-Tripp beendet, da man sich noch schnell der Mordgeschichte widmen muss. Irgendwann beginnt dann der Abspann. Gott sei Dank, möchte man fast ausrufen.“

### Einschaltquoten
Bei der Erstausstrahlung am 15. Februar 2020 wurde Ostfriesengrab in Deutschland von 5,89 Millionen Zuschauern gesehen, was für das ZDF einen Marktanteil von 20,5 Prozent ergab.